# Chelifera nanlingensis
Chelifera nanlingensis är en tvåvingeart som beskrevs av Yang, Grootaert och Horvat 2005. Chelifera nanlingensis ingår i släktet Chelifera och familjen dansflugor. Inga underarter finns listade i Catalogue of Life.